# Martin Boos

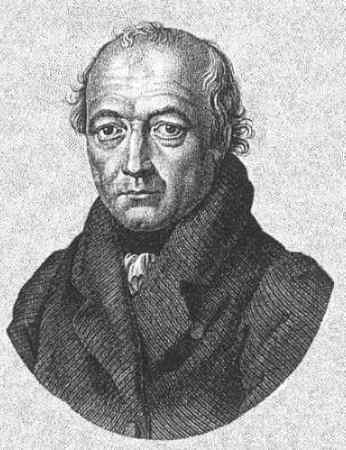
Martin Boos

Martin Boos (* 25. Dezember 1762 im Weiler Huttenried, heute zu Ingenried im Allgäu; † 29. August 1825 in Sayn, heute zu Bendorf) war römisch-katholischer Priester, Initiator der Allgäuer Erweckungsbewegung und u. a. Pfarrer in Gallneukirchen. Seine christozentrische Verkündigung hatte Ähnlichkeiten mit evangelischen Predigten und wurde von manchen Katholiken beargwöhnt. Mehrmals landete Boos wegen seiner Verkündigung in kirchlichen Gefängnissen. Sein Leben und Wirken ist durch die von Johannes Evangelista Goßner nach dem Tod Boos’ gesammelten zahlreichen Briefe gut dokumentiert.

## Leben
Martin Boos wurde als eines von 16 Kindern wohlhabender Bauern im Allgäu (zugehörig zum Bistum Augsburg) geboren. Als er vier Jahre alt war, starben beide Eltern. Er wurde seinem Onkel in Augsburg anvertraut, der ihn nach Schulabschluss zum Theologiestudium an die (damals noch bestehende) Universität Dillingen schickte. Hier lehrte Johann Michael Sailer, der später noch lange Zeit mit Boos und den Anhängern der Allgäuer Erweckungsbewegung in Kontakt stand. Danach arbeitete Boos an verschiedenen Orten als Kaplan. In Wiggensbach brach die Allgäuer Erweckung aus. Der Kernsatz in Boos’ Verkündigung lautete: „Christus für uns und in uns“. 1797 wurde er der Ketzerei verdächtigt, und der Augsburger Bischof Clemens Wenzeslaus von Sachsen veranlasste eine Untersuchung, die zur Folge hatte, dass Boos mehr als ein Jahr in Augsburg eingesperrt wurde. Während einer Flucht wurde der Deckname Zobo für ihn verwendet; diesen Namen gebrauchte er auch später gelegentlich.
Schließlich folgte Boos dem Rat, ein anderes Bistum zu suchen, und übersiedelte 1799 nach Linz. Nachdem er an mehreren Orten als Kaplan gewirkt hatte, wurde er Pfarrer in Gallneukirchen (1806–1816). Sein Predigen wurde von manchen als „reformatorisch“ eingeschätzt – nach dem Toleranzpatent von 1781 gab es diesbezüglich großes Misstrauen. Dazu kam während der Napoleonischen Kriege ein besonderer Argwohn gegenüber Ausländern. 1810 kam es zu einem Erweckungsereignis. Boos wurde ein Jahr lang in Linz inhaftiert, davon ein halbes Jahr lang in seiner Einzelzelle verschlossen (1815/16). Eine Spätfolge seines Wirkens in Gallneukirchen sowie der gegen Boos und seine Botschaft gerichteten kirchlichen Maßnahmen war die dortige Gründung einer evangelischen Gemeinde.
Einen an ihn herangetragenen Wechsel zur evangelischen Kirche lehnte Boos zeitlebens entschieden ab, was aus einem Brief an einen Freund vom 2. November 1823 hervorgeht: „Ihnen ist meine Kirche das ausgemachte Thier, welches nach Off 17,12 auf vielen Wassern thronet. Aber so weit, wie Sie, bin ich ich bis jetzt in meiner Ueberzeugung noch nicht gekommen, und ich habe sie [die Katholische Kirche] von Kindheit an für meine Mutter, als die Bewahrerin, Schützerin und Erklärerin der Lehre Christi und seiner Apostel gutmüthig gehalten und respectirt.“
Nach seiner Freilassung ging er zurück nach Bayern. 1817 wurde er Lehrer für Latein und Religion am Gymnasium Düsseldorf, 1819 wurde er Pfarrer in Sayn bei Koblenz, wo er schließlich starb und begraben wurde.

## Autobiographie und Briefe
- Johannes Evangelista Goßner (Hrsg.): Martin Boos, der Prediger der Gerechtigkeit, die vor Gott gilt. Sein Selbstbiograph. Karl Tauchnitz, Leipzig 1826 (postum, vor allem aufgrund zahlreicher Briefe von Boos, zusammengestellte „Autobiographie“, gedruckt in Fraktur, bestehend aus zwei Teilen: Selbstbiographie, S. I-XII + S. 1–408; Briefe von Martin Boos. Ein Nachtrag, S. 409–789) (Digitalisat);
- darauf basierend erschienen zahlreiche kürzere Auswahl-Ausgaben, z. B. von Otto Bornhak: Martin Boos, ein furchtloser Bekenner. Buchhandlung des Erziehungsvereins, Neukirchen 1926 (64 Seiten), oder vom Oberösterreichischen evangelischen Verein für Innere Mission, J. Wimmer in Linz, Gallneukirchen 1927 (87 Seiten).
- Die „Selbstbiographie“ (d. h. die erste Hälfte, ohne die Briefe des Nachtrags) in der 2. Auflage von 1831 neu herausgegeben von Franz Graf-Stuhlhofer, erstmals in moderner lateinischer Schrift und erstmals mit Inhaltsverzeichnis (in der Reihe Studien zur Geschichte christlicher Bewegungen reformatorischer Tradition in Österreich; 5). Verlag für Kultur und Wissenschaft, Bonn 2012, 2. verbesserte Auflage 2021 (473 Seiten).

## Gedenktag
29. August im Evangelischen Namenkalender.